# Jalen
Jalen ist ein männlicher Vorname.

## Bekannte Namensträger
- Jalen Brunson (* 1996), US-amerikanischer Basketballspieler
- Jalen Carter (* 2001), US-amerikanischer American-Football-Spieler
- Jalen Green (* 2002), US-amerikanisch-philippinischer Basketballspieler
- Jalen Hood-Schifino (* 2003), US-amerikanischer Basketballspieler
- Jalen Hurts (* 1998), US-amerikanischer American-Football-Spieler
- Jalen N’Gonda (* um 1994), US-amerikanischer Soulsänger und Songwriter
- Jalen Ramsey (* 1994), US-amerikanischer American-Football-Spieler
- Jalen Rose (* 1973), US-amerikanischer Basketballspieler
- Jalen Smith (* 2000), US-amerikanischer Basketballspieler
- Jalen Suggs (* 2001), US-amerikanischer Basketballspieler